# Indila
Adila Sedraïa, mer känd under artistnamnet Indila, född i Paris den 26 juni 1984, är en fransk singer-songwriter. Hennes debutalbum Mini World, som hon komponerat tillsammans med sin make Skalpovich, släpptes 2014 och blev mycket framgångsrikt i Frankrike och många andra länder. 
Indila hade dessförinnan samarbetat med flera olika artister, däribland Soprano, TLF, Rohff, Nessbeal, L'Algérino, DJ Abdel, Patrick Bruel och Youssoupha. Hon sjunger på franska, engelska och hindi.